# Уейбек Машин
Wayback Machine (от англ. — Машина на времето) е наименованието на безплатен цифров архив на World Wide Web, създаден от Internet Archive, американска нестопанска организация със седалище в Сан Франциско, Калифорния.
Услугата е пусната през 1996 г., обаче става достъпна за обществеността едва през 2001 г.
Сайтът предоставя на потребителите възможност да преглеждат стари копия на уеб страници. За първите 20 години от съществуването си Wayback Machine каталогизира и съхранява колекция от над 286 млрд. уеб страници. Архивните снимки се показват във формат HTML, JavaScript и CSS. Благодарение на съхранените в Wayback Machine документи потребителите могат да проследяват промените, настъпващи в сайтовете, и да сравняват различни версии на редакциите. Към януари 2023 г. Wayback Machine предоставя достъп до над 767 милиарда запазени уеб страници.